# Demografía de Benín
Este artículo es sobre las características de la demografía de la población de Benín incluyendo la densidad de población, las etnias, el nivel de educación, la salud de la población, la situación económica, las afiliaciones religiosas y otros aspectos de la población.
La mayoría de las 6.59 millones de personas de Benín viven en el sur. La población es joven, con una esperanza de vida de 50 años.
Cerca de 42 grupos étnicos africanos viven en este país; estos diversos grupos se asentaron en Benín en tiempos diferentes y también se migraron en el país.
Los grupos étnicos son:
- Los yoruba en el sureste (emigraron desde lo que es ahora Nigeria en el siglo XII);
- Los dendi en el área norte-central (vinieron de lo que es ahora Malí en el siglo XVI);
- Los bariba y los fulani en el noreste;
- Los betammaribe y los somba en Atacora Range;
- Los fon en el área alrededor de Abomey en el Central del Sur; y
- Los mina, xueda, y aja (que vinieron de lo que es ahora Togo) en la costa.

El francés es el idioma oficial pero se habla más en el área urbana que en las áreas rurales. La tasa de alfabetización es del 52.2% en los varones adultos y el 23.6% en las mujeres adultas, y de crecimiento lento. Recientes migraciones han traído otros nacionales africanos a Benín: Nigerianos, de Togo, de Malí, etc.
La comunidad extranjera también incluye muchos libaneses e indios incluidos en el comercio. El personal de muchas embajadas europeas y organizaciones no gubernamentales extranjeras y varios grupos misionarios tiene un número de 5,500 de población europea.
Varias religiones se practican en Benín. El animismo es generalizado (50%), y su práctica varía de un grupo étnico a otro. Los comerciantes árabes introdujeron el islam en el norte y entre los yoruba.
Los misionarios europeos trajeron el cristianismo a las áreas sur y el centro de Benín. Los musulmanes aparecen en el 20% de la población y los cristianos en el 30%. Se cree que el vudú se originó en Benín y fue introducido a Brasil y las islas del Caribe por los esclavos tomados de esta área en la Costa de los Esclavos.

## Estadísticas demográficas de CIA World Factbook
Las estadísticas demográficas siguientes son de CIA World Factbook, a menos que se indique lo contrario.

### Población
8,791,832
Nota: las estimaciones para este país consideran explícitamente los efectos de exceso de mortalidad debido al sida; esto puede dar lugar a la esperanza de vida más baja, mayor mortalidad infantil y tasas de mortalidad, baja población y tasas de crecimiento, y cambios en la distribución de la población por edad y sexo que de otro modo sería de esperar (julio de 2009).

### Estructura de edad
0-14 años: 44.1% (hombres 1,751,709/mujeres 1,719,138)
15-64 años: 53.5% hombres 2,067,248/mujeres 2,138,957)
65 años y más: 2.4% (hombres  75,694/mujeres 110,198) (2006 est.)

### Edad Media
Total: 17.2 años
Hombres: 16.8 años
Mujeres: 17.7 años (2009 est.)

### Tasa de crecimiento
2.977% (2009 est.)
comparación entre países en el mundo: 14

### Tasa de natalidad
39.22 nacimientos/1,000 población (2009 est.)
comparación entre países en el mundo: 21

### Tasa de mortalidad
9.45 muertes/1,000 población (2009 est.)
comparación entre países en el mundo: 75

### Tasa de migración neta
0 migrante(s)/1,000 población (2009 est.)

### Urbanización
Población urbana: 41% del total de población (2008)
Tasa de urbanización: 4% tasa de variación interanual (2005-10 est.)

### Proporción de sexos
Al nacer: 1.05 hombre(s)/mujeres
Bajo 15 años: 1.04 hombre(s)/mujeres
15-64 años: 0.99 hombre(s)/mujeres
65 años y más: 0.70 hombre(s)/mujeres
Población total: 1.0 hombre(s)/mujeres (2009 est.)

### Tasa de mortalidad infantil
Total: 64.64 muertes/1,000 nacidos vivos
Hombres: 68.07 muertes/1,000 nacidos vivos
Mujeres: 61.04 muertes/1,000 nacidos vivos (2009 est.)

### Esperanza de vida al nacer
Población total: 59 años
Hombres: 57.83 años
Mujeres: 60.23 años (2009 est.)

### Tasa global de fecundidad
5.49 niños nacidos/mujeres (2009 est.)

### VIH/sida
Tasa de prevalencia entre adultos: 1.2% (2007 est.)
personas viviendo con VIH: 64,000 (2007 est.)
Muertes: 3,300 (2007 est.)

### Principales enfermedades infecciosas
Grado de riesgo: muy alto
Enfermedades de alimentos o transmitidas por agua: bacteria y protozoo, diarrea, hepatitis A, y fiebre tifoidea
Enfermedades vector: malaria, fiebre amarilla, y otros son de lato riesgo en algunas partes
Enfermedades respiratorias: meningococcemia
Enfermedades con contacto de animales: rabia (2009)

### Nacionalidad
Sustantivo: Benín (singular y plural)
Adjetivo: Benín

### Grupos étnicos

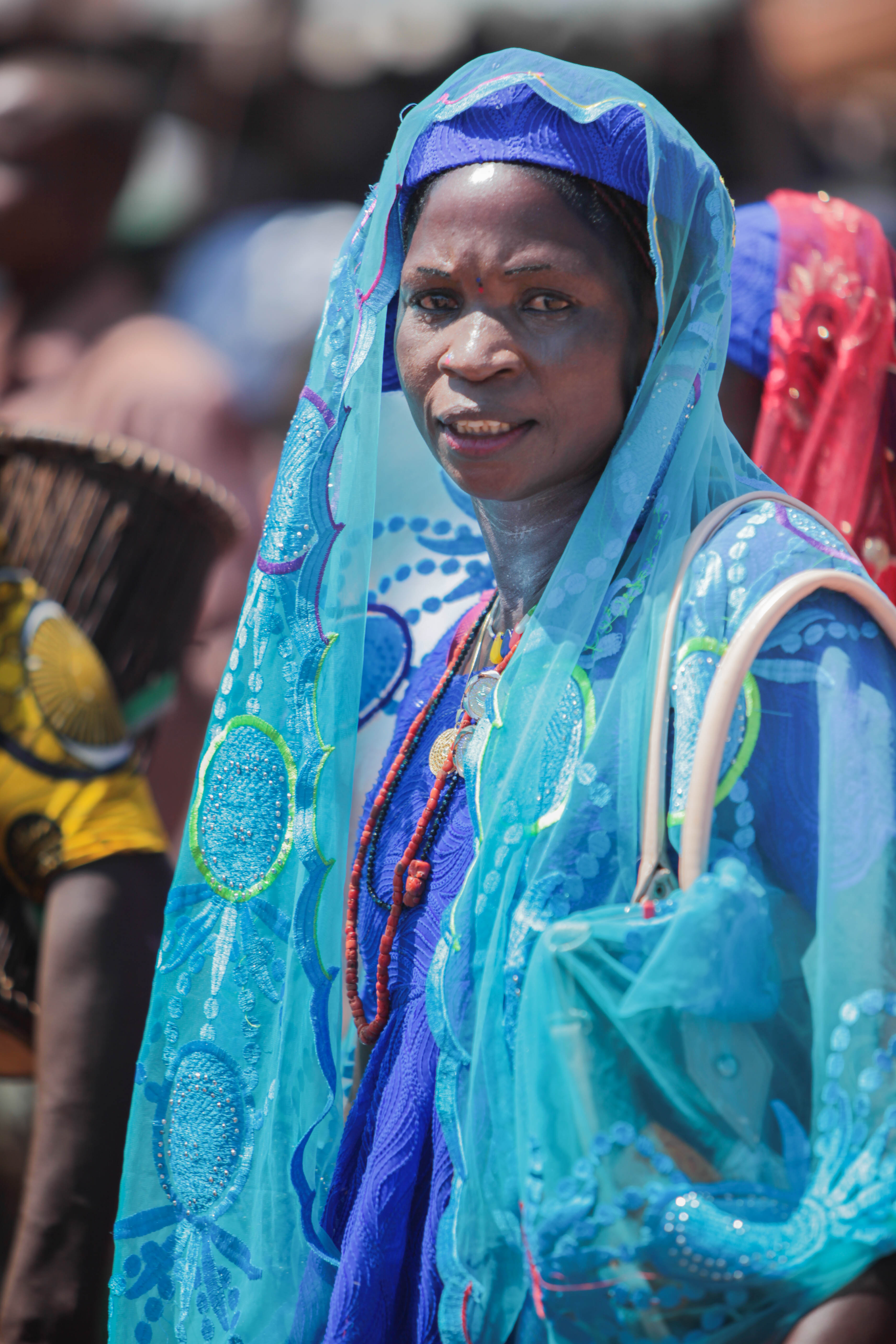
Mujer Fulani.

Africanos 99% (42 grupos étnicos, la mayoría siendo fon, adja, yoruba, bariba), europeos 10,000

### Religiones
Cristianos 42.8% (católicos 27.1%, celestial 5%, metodistas 3.2%, otros protestantes 2.2%, otros 5.3%), musulmanes 24.4%, vodoun 17.3%, otros 15.5% (censo de 2002)

### Idiomas
El idioma oficial es el francés. Sin embargo, muchos idiomas africanos se hablan. El fon y yoruba son los más importantes en el sur de Benín. En el norte hay al menos seis idiomas principales tribales, incluyendo el baatonum (un subgrupo del grupo voltaico en que el idioma mossi es el más importante) y fulani.

### Alfabetización
Definición: edad 15 que pueden leer y escribir
Población total: 34.7%
Hombres: 47.9%
Mujeres: 23.3% (censo de 2002)

### Gasto en educación
4.4% de PIB total
comparación entre países en el mundo: 91